# Монтиреј Парк Тракт (Калифорнија)
Монтиреј Парк Тракт (енгл. Monterey Park Tract) насељено је место без административног статуса у америчкој савезној држави Калифорнија.

## Демографија
По попису из 2010. године број становника је 133.
| Група             | 2000.    | 2010.       |
| Белци             | 0 (0,0%) | 5 (3,8%)    |
| Афроамериканци    | 0 (0,0%) | 17 (12,8%)  |
| Азијати           | 0 (0,0%) | 0 (0,0%)    |
| Хиспаноамериканци | 0 (0,0%) | 112 (84,2%) |
| Укупно            | 0        | 133         |